# Шух, Вильгельм
Вильгельм Шух (известный как Гильерме Шух барон Капанема) (нем. Wilhelm Schüch von Capanema; 17 января 1824, Ору-Прету — 28 июля 1908, Рио-де-Жанейро) — бразильский учёный, естествоиспытатель, физик, инженер австрийского происхождения. Основатель телеграфной связи в Бразилии. Построил первую метеостанцию в Бразилии.

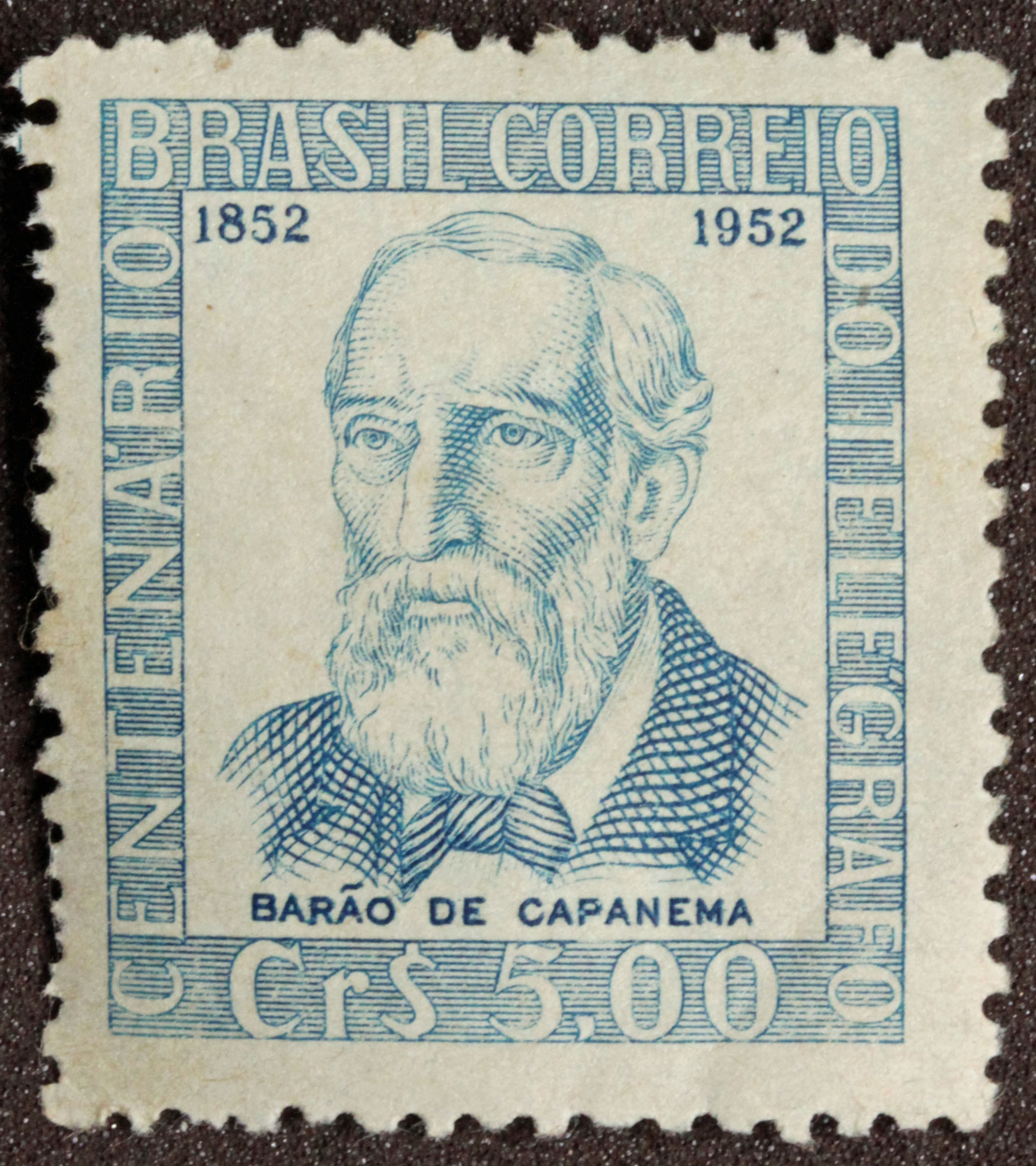
Почтовая марка Бразилии, посвящённая Гильерме Шуху барону Капанема

## Биография
Его отец уроженец Моравии австрийский натуралист Рохус Шух, прибыл в Бразилию в 1817 году в свите принцессы Марии Леопольдины, будущей императрицы Бразилии. Вильгельм был другом детства бразильского императора Педру II.
В 1841 году был отправлен в Европу для получения образования. Побывал в Англии, в Антверпене и Мюнхене. Учился у натуралиста, ботаника Марциуса и зоолога Спикса. Позже в 1842—1845 годах изучал технические науки в Политехнической школе Вены, с 1846 по 1847 годы — во Фрайбергской горной академии. После возвращения в Бразилию, окончил курсы математики и естественных наук в бывшем военном училище Рио-де-Жанейро.
Служил майором инженерного корпуса бразильской армии, получил должность в отделе минералогических, геологических и естественных наук Национального музея Бразилии, созданного в 1818 году для стимулирования научных исследований в Бразилии, которая до того времени была огромной и дикой колонией, практически не изученной наукой.
В Главном военном училище, а позднее в Политехникуме, Шух, в качестве профессора, преподавал физику, математику, геологию и минералогию.
Будучи специалистом в области коммуникаций, в 1852 году установил между императорским дворцом и военным штабом первую в Бразилии телеграфную связь. По заданию императора в 1855 году был уполномочен заняться строительством бразильской телеграфной системы. Создал телеграфную сеть длиной 11 000 км и связал по кабелю Бразилию с Европой. Был первым директором телеграфа Бразилии. Построил первую метеостанцию в Бразилии.
Будучи талантливым инженером, разработал усовершенствованный тип боеприпасов для винтовок, который отлично зарекомендовал себя во время Лаплатской войны. Провёл несколько испытательных экспериментов с боевыми ракетами.
В 1903 году был назначен директором Ботанического сада Рио-де-Жанейро.
В знак признания его заслуг был возведен в дворянство, стал бароном Капанема. Поскольку фамилия Шух (Schüch) трудно произносимое в Бразилии, его потомков стали называть Капанема.
За результативное посредничество в конфликте между Бразилией и Аргентиной за владение районом реки Игуасу в штате Парана его именем был назван населенный пункт Капанема. Таким образом, был создан прецедент, когда топоним породил антропоним, который, в свою очередь, позднее стал термином для обозначения другого географического названия.
В 1877 году ботаник Жуан Барбоза Родригис назвал в его честь открытый род многолетних эпифитных травянистых растений семейства Орхидные — Capanemia.

## Награды
- Командор Ордена Розы (Бразилия)
- Командор Бразильского ордена Христа.
- Баронство (в 1881)